# J-клас

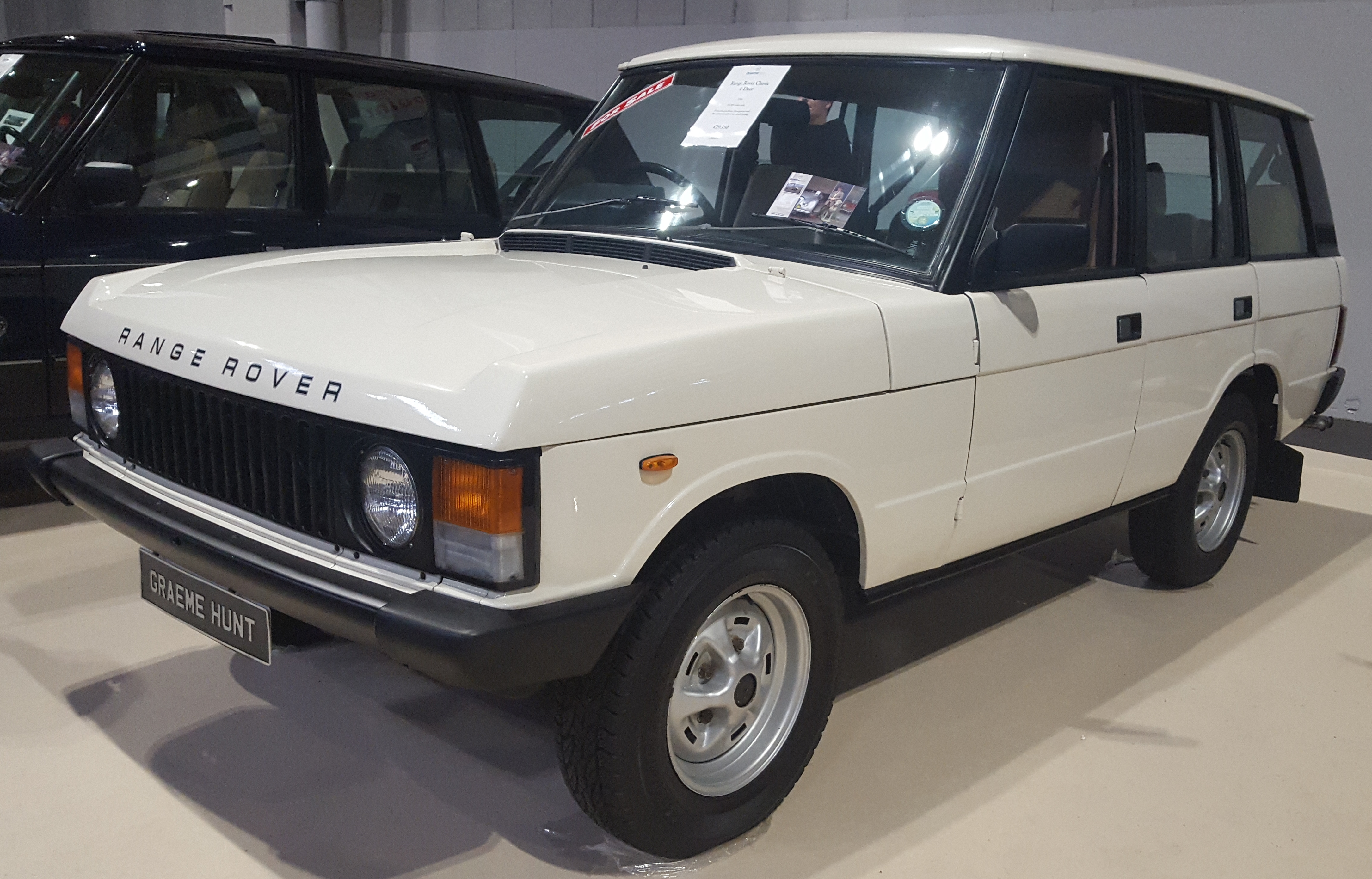
Range Rover Classic (1970—1996)

J-клас (джей-клас) — категорія в європейській класифікації легкових автомобілів, яка описується як «позашляховики (включаючи кросовери та SUV)» Вона охоплює широку категорію автомобілів, починаючи від кросоверів (на платформі легкових автомобілів), SUV (на основі платформи легких вантажівок) та позашляховиків..
Продажі в цьому класі зростають щорічно в Європі. У 2015 році J-клас став найбільш продаваним сегментом з 28 % часткою ринку.
Типові автомобілі J-класу включають BMW X5, Land Rover Discovery, Mercedes-Benz GLE-Class (Mercedes-Benz M-Class/Mercedes-Benz ML-Class), Porsche Cayenne, Range Rover Sport, Volkswagen Touareg, Volvo XC90 та інші.

## Особливості
Автомобілі, охоплені J-класом, були розроблені з ранніх утилітарних позашляховиків, проте в останні роки більшість автомобілів J-класу базуються на платформах легкових автомобілів і часто мають обмежені позашляхові можливості.
Розміри автомобіля варіюються від суперміні (B-клас) до великих люкс-автомобілів (F-клас).

## Поточні моделі
У п'ятірку найбільш продаваних середньорозмірних та повнорозмірних позашляховиків та кросоверів преміум-класу (D-Suv та E-Suv) в Європі входять BMW X5, Volvo XC90, Audi Q7, Mercedes-Benz GLE-Class та Range Rover Sport.

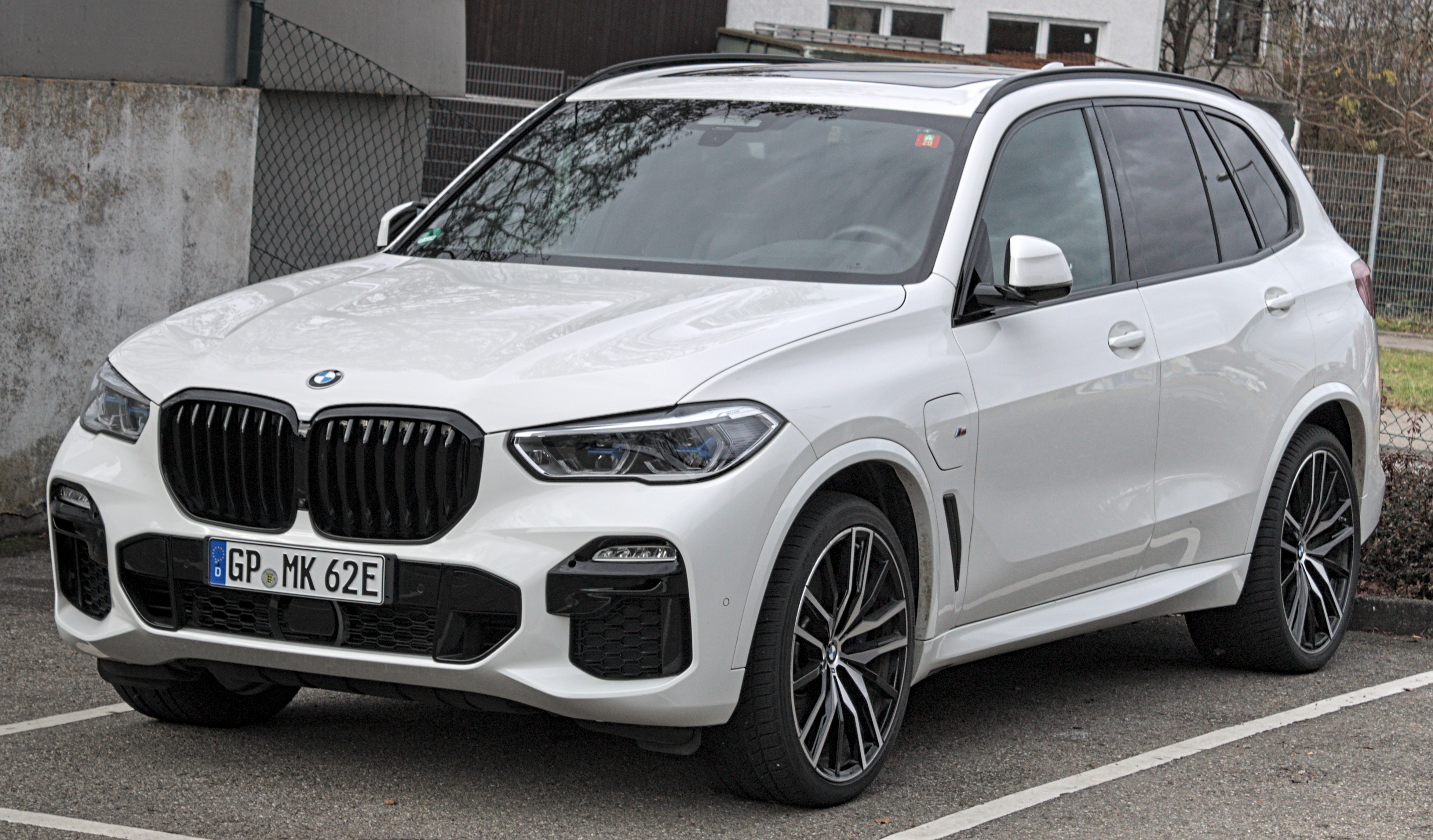
BMW X5 США (1999-теперішній час)
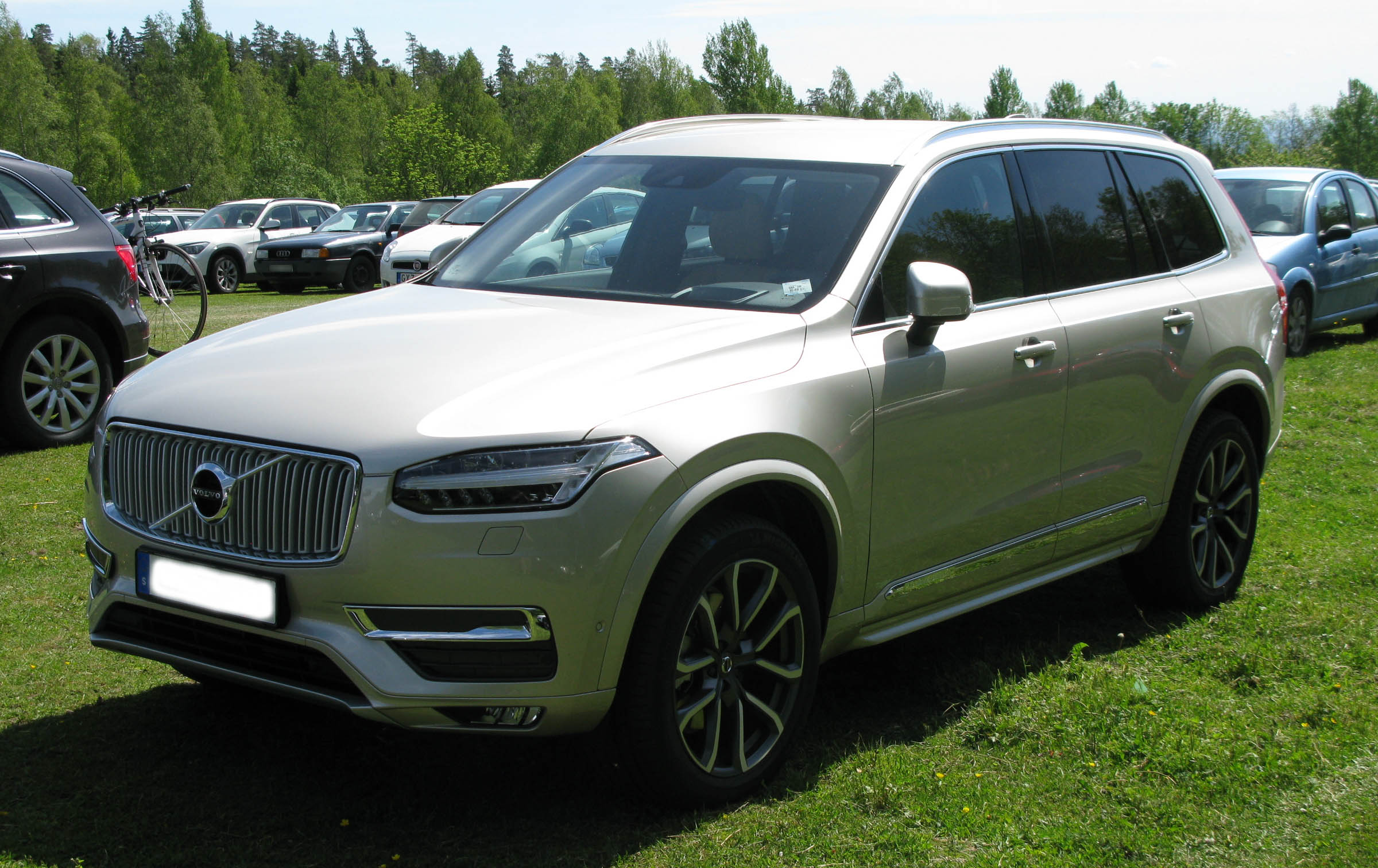
Volvo XC90 Швеція (2002-теперішній час)
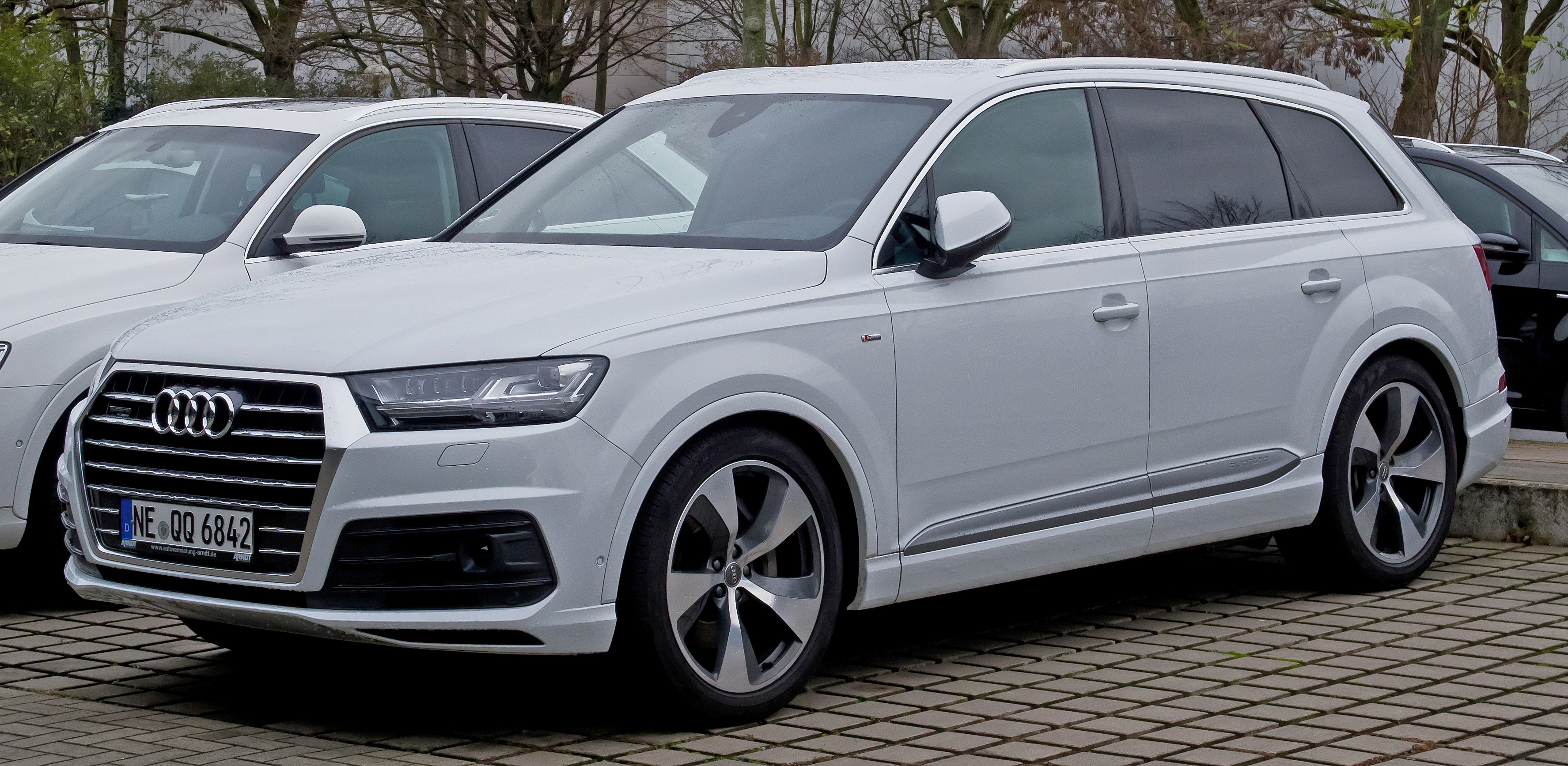
Audi Q7 Словаччина (2005-теперішній час)
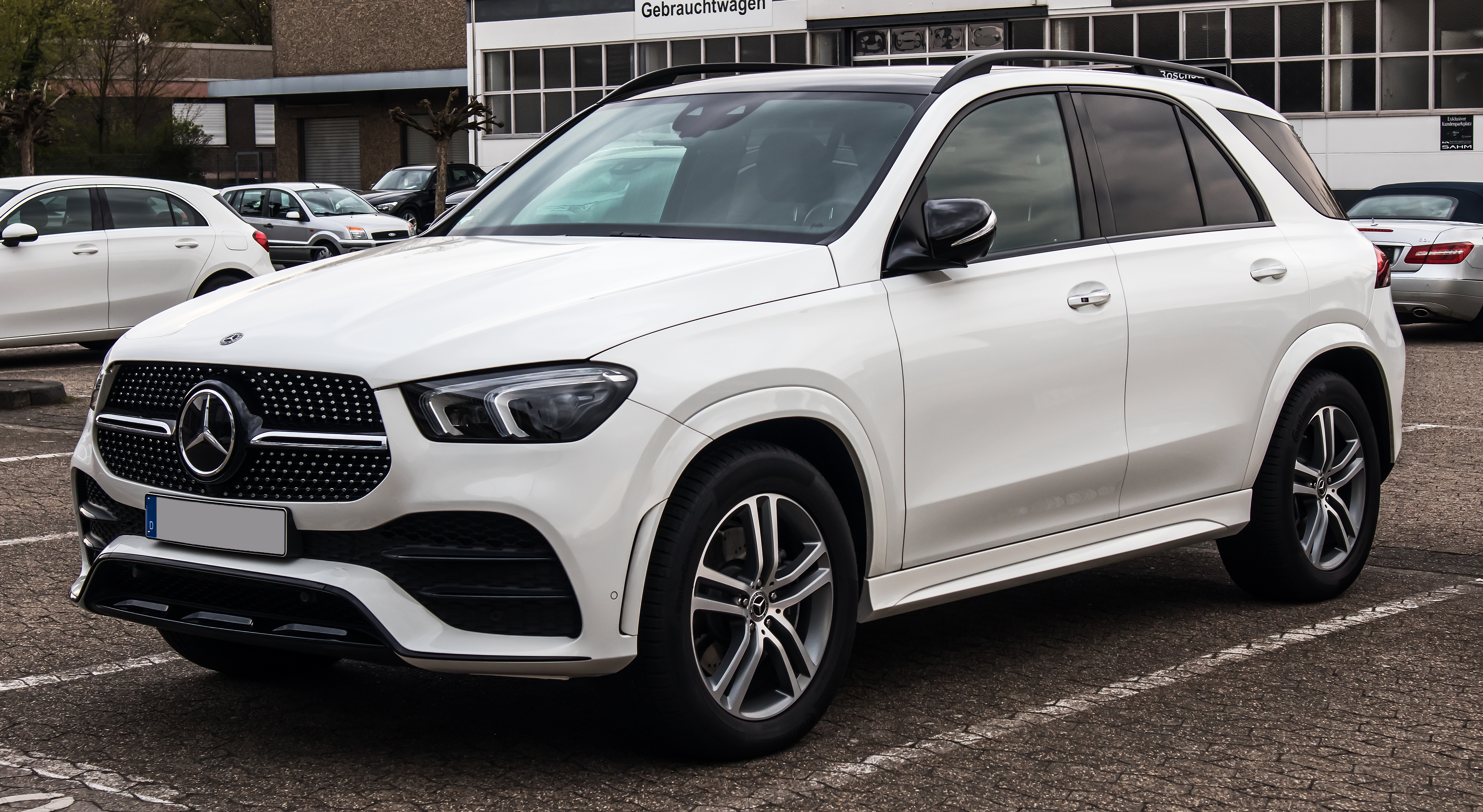
Mercedes-Benz GLE-Class США (1997-теперішній час)
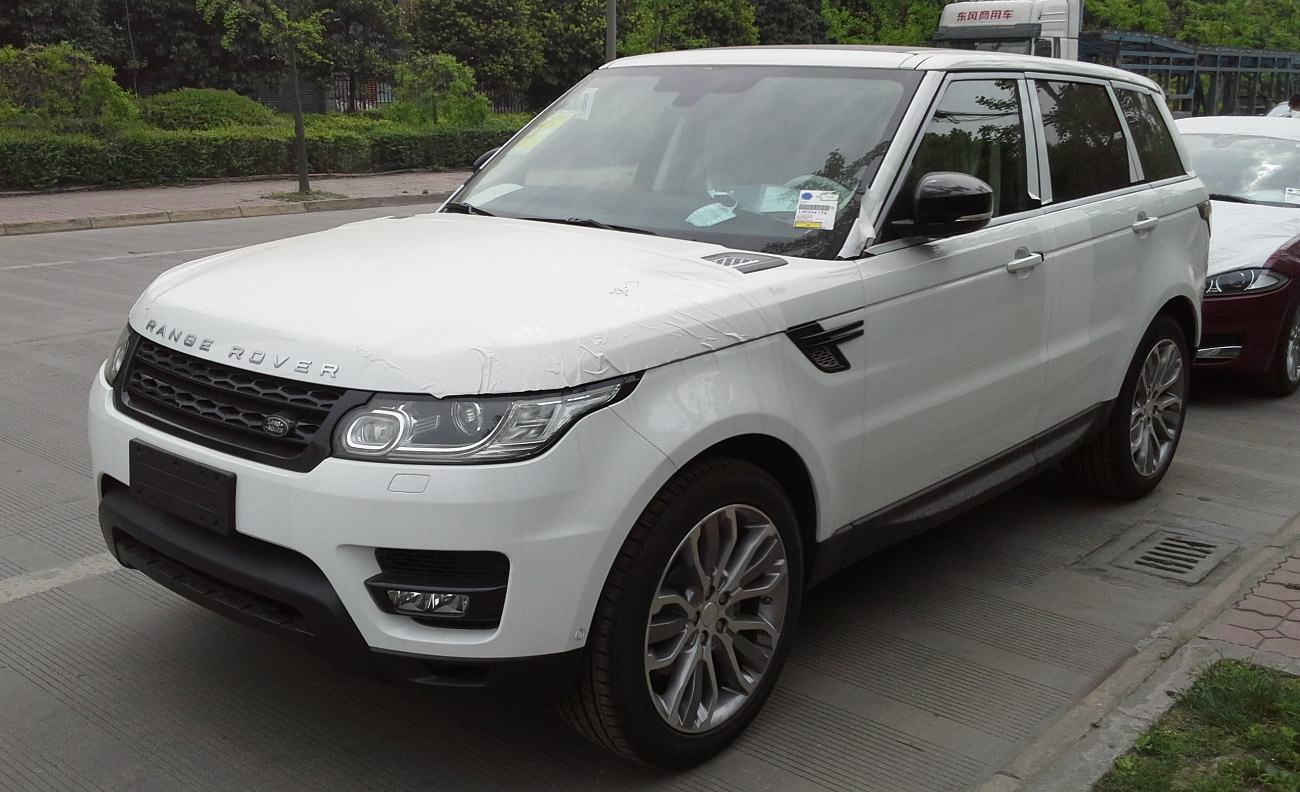
Range Rover Sport Велика Британія (2005-теперішній час)